# Бокшай Йосип Йосипович (син)
Йосип Йосипович Бокша́й (18 березня 1930, Ужгород — 29 грудня 2002, там само) — український живописець, член Спілки художників України з 1963 року. Син художника Йосипа Бокшая.

## Біографія
Народився 18 березня 1930 року в місті Ужгороді (тепер Україна). 1951 року закінчив Ужгородське училище прикладного мистецтва; у 1957 році — факультет монументально-декоративного розпису Львівського державного інституту прикладного та декоративного мистецтва (викладачі Йосип Бокшай, Роман Сельський, Іван Гуторов, Василь Любчик).
Впродовж 1957—1963 років працював викладачем в Ужгородському ремісничому училищі № 3. У 1963—1990 — оформлювач у Закарпатських художньо-виробничих майстернях Художнього фонду УРСР. Жив в Ужгороді в будинку на вулиці Айвазовського № 3. Помер в Ужгороді 29 грудня 2002 року.

## Творчість
Працював у галузі монументального і станкового живопису. Переважно писав жанрові картини з життя Закарпаття, натюрморти, пейзажі, деклоративні панно у техніці сграфіто. Серед робіт:
розписи
- актового залу Ужгородського бюро РАГСу (1959, у співавторстві з Миколою Медвецьким, Віталієм Звенигородським і Антоном Шепою);
- вокзалу дитячої залізниці в Ужгороді (1962, у співавторстві з Миколою Медвецьким і Віталієм Звенигородським);
- автобусної зупинки села Зубівки (1964);
- молодіжного кафе в Тячеві (1966);
- молодіжного кафе в селі Тур'їх Реметах (1967);
- ресторану «Фазан» у місті Береговому (1968);

живопис
- натюрморт «Хризантеми» (1966)
- «Терен цвіте» (1997);
- «Ужгородський замок» (1999).

Брав участь в обласних виставках з 1951 року, всеукраїнських з 1963 року та закордонних з 1966 року. Персональні виставки відбулися в Угорщині у місті Сомбатгеї у 1993 році та місті Кесезі у 1997 році.